# Fofi Gennimata

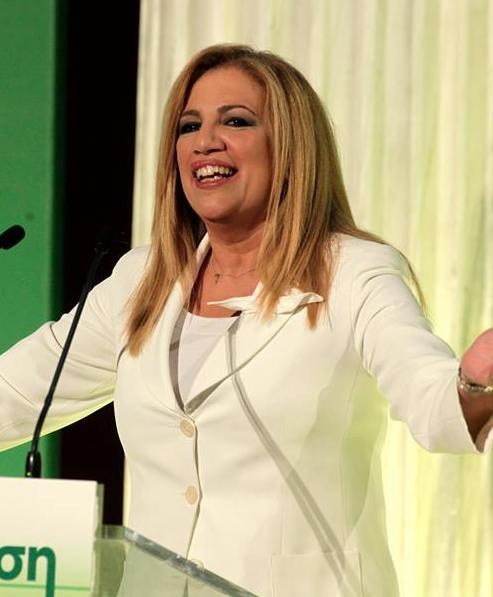
Fofi Gennimata (2015)

Fotini „Fofi“ Gennimata (griechisch Φωτεινή «Φώφη» Γεννηματά, * 17. November 1964 in Athen; † 25. Oktober 2021 ebenda) war eine griechische Politikerin. Sie war bis zu ihrem Tod die Vorsitzende der sozialdemokratischen Partei Kinima Allagis.
Fofi Gennimata wurde im Athener Stadtteil Ambelokipi als Tochter von Georgios Gennimatas (1939–1994), einem Gründungsmitglied der PASOK, geboren. Ihr Vater diente von 1984 bis 1994 in Kabinetten des Ministerpräsidenten Andreas Papandreou als Wirtschafts-, Arbeits-, Gesundheits- und Innenminister.
Fofi Gennimata studierte an der Universität Athen Politische und Verwaltungswissenschaften und schloss ihr Studium 1987 ab. Bereits früh engagierte sie sich in Jugend- und Studentenorganisationen der PASOK.
Sie wurde im Jahre 2000 erstmals für die PASOK als Abgeordnete ins griechische Parlament gewählt. Von 2003 bis 2007 war sie Superpräfektin der Überpräfektur Athen-Piräus, 2009/2010 Staatssekretärin im Gesundheitsministerium, 2010/2011 stellvertretende Erziehungsministerin, 2011/12 stellvertretende Innenministerin und 2012 bis 2015 stellvertretende Verteidigungsministerin.
Am 14. Juni 2015 wurde sie zur Vorsitzenden der PASOK gewählt, nachdem die Partei bei den vorangegangenen Wahlen im Januar auf einen Stimmanteil von weniger als fünf Prozent abgesunken und Evangelos Venizelos vom Vorsitz zurückgetreten war. Am 19. November 2017 wurde Fofi Gennimata im zweiten Wahlgang zur Vorsitzenden der Kinima Allagis, einem Zusammenschluss sozialdemokratischer und linker Parteien, gewählt.
Fofi Gennimata verstarb am 25. Oktober 2021 nach einer langen Krebserkrankung im Athener Krankenhaus Evangelismos. Sie wurde am 27. Oktober auf dem Ersten Athener Friedhof beigesetzt. Für den Tag ihrer Beerdigung verhängte Ministerpräsident Kyriakos Mitsotakis Staatstrauer. Sie hinterlässt ihren Ehemann und drei Kinder.